# Phauda triadum
Phauda triadum is een vlinder uit de familie Phaudidae. De wetenschappelijke naam van de soort is voor het eerst geldig gepubliceerd in 1854 door Francis Walker.